# Ла Скала
«Ла Ска́ла» (итал. La Scala, сокращённо от Teatro alla Scala) — театр оперы и балета в Милане, основанный в 1778 году. Мировой центр оперной культуры, связанный с крупнейшими именами в истории оперы (такими, как Джузеппе Верди и Джакомо Пуччини). Часто рассматривается как самый престижный оперный театр Италии. Вместимость театра — 2030 зрителей. 
У «Ла Скала» имеется собственная балетная школа. С 1955 по 1983 годы, чтобы разгрузить основную сцену, рядом действовал театр «Малая Скала» (итал. Piccola Scala). 

## Строительство
Здание «большого театра» построено одновременно с «малым театром» (см. Каноббиана) в 1776—1778 годах на месте снесённой готической церкви Санта-Мария-алла-Скала (итал. Chiesa di Santa Maria alla Scala — Церкви Девы Марии [ в честь Реджины из рода ] Скалигеров), сохранив название «Ла Скала» (или просто «Скала»). Любопытно, что при раскопке площадки для строительства театра была найдена большая мраморная глыба, на которой был изображён Пилад — знаменитый мим Древнего Рима. Это было воспринято как добрый знак.
Здание театра, построенное архитектором Джузеппе Пьермарини, выдержано в стиле классицизма и отличается безукоризненной акустикой. Здание театра равняется 100 метрам в длину и 38 — в ширину.  Внутри здание имеет значительную высоту, поскольку включает просторное фойе, зрительный зал с ярусами лож и высокий купол сцены, поэтому фасад создаёт впечатление многоярусности. Иногда можно встретить утверждение, что арки нижнего яруса предназначались для карет, однако это неверно: арки слишком узкие и низкие.
По традиции ломбардских театров (например, «Каноббианы») зал имел форму подковы. В нём было пять ярусов лож и галерея. Лож было всего 194 (ещё и королевская ложа). В каждой ложе помещалось от 8 до 10 человек. Все ложи были связаны между собой коридором. За ним следовал второй ряд лож, в котором располагались столы для карточной игры и торговли напитками. Сцена театра была довольно невелика. В партере первоначально не было кресел — их заменяли складные и передвижные стулья.
Освещение было довольно скудным. В ложах зажигали свечи, а те, кто сидел в партере, не рисковали снимать своих шляп и прочих головных уборов, так как на них капал расплавленный воск. Отопления в театре не было. Изящная отделка зрительного зала (где проводились и балы, и азартные игры, и даже коррида) была выдержана в белых, серебряных и золотых тонах. Здание театра стоило Милану около 1 миллиона тогдашних лир. Расходы распределили между собой 90 аристократов города. 
«Ла Скала» открылась в августе 1778 года двумя операми, в том числе и специально написанной к этому случаю оперой А. Сальери «Признанная Европа», за ними последовали два балета.

## История
До конца XVIII века на сцене театра ставились не только оперные и балетные, но и драматические спектакли. В них выступали популярные в то время труппы театра марионеток и драматические, но оперные сезоны, имевшие названия «карнавальные», «осенние», «весенние», «летние», сразу стали регулярными. В период карнавального сезона ставились оперы-сериа и балеты, в остальное время главным образом оперы-буффа.
В конце XVIII — начале XIX столетий в репертуаре театра доминировали оперы итальянских композиторов П. Анфосси, П. Гульельми, Д. Чимарозы, Л. Керубини, Дж. Паизиелло, С. Майра. В 1812 году на сцене театра состоялась премьера оперы Дж. Россини «Пробный камень», которая положила начало так называемому россиниевскому периоду. Театр «Ла Скала» первым поставил его оперы «Аврелиан в Пальмире» (1813), «Турок в Италии» (1814), «Сорока-воровка» (1817) и др. В тот же период на сцене театра впервые были поставлены оперы Дж. Мейербера «Маргарита Анжуйская» (1820) и «Изгнанник из Гранады» (1822), а также наиболее значительные произведения С. Меркаданте.

25 сентября 1816 года: Спешу в этот первый в мире театр: там все ещё идет «Бронзовая голова», и я могу полностью насладиться представлением. …Театр этот дышит величием и роскошью: здесь каждую минуту видишь не менее ста рядовых певцов или статистов, одетых так, как во Франции одевают актёров на первых ролях. Для одного из последних балетов сшито было сто восемьдесят пять костюмов из бархата и атласа. Затраты огромные. Театр Скала — это салон, где бывает весь город. Люди из общества встречаются лишь там: открытых приемов в частных домах не бывает. «Увидимся в Скала», — говорят друг другу, назначая свидание по любому поводу…
26 сентября 1816 года: Выхожу из Скала. Ей-Богу, восторг мой нисколько не уменьшается. Я считаю Скала первым в мире театром, ибо его музыка доставляет больше всего удовольствия. В зале нет ни одной лампы: он освещён лишь отраженным от декораций светом. Даже вообразить невозможно что-либо более величественное, более роскошное, более впечатляющее, чем все его архитектурные формы. Сегодня вечером одиннадцать раз меняли декорации…

В начале XIX века Милан в экономическом отношении уже заметно обгонял Неаполь, Венецию и другие крупнейшие итальянские города. В связи с этим неуклонно росло и значение расположенного в нём театра, который мог привлекать гонорарами лучших артистов Италии. Начиная с 1830-х годов история «Ла Скала» связана с творчеством крупнейших композиторов Италии — Г. Доницетти, В. Беллини, Дж. Верди, Дж. Пуччини, многие произведения которых здесь были поставлены впервые: «Пират» (1827) и «Норма» (1831) Беллини, «Лукреция Борджа» (1833) Доницетти, «Оберто» (1839), «Навуходоносор» (1842), «Отелло» (1887) и «Фальстаф» (1893) Верди, «Мадам Баттерфляй» (1904), «Богема» (1896) и «Турандот» Пуччини. 

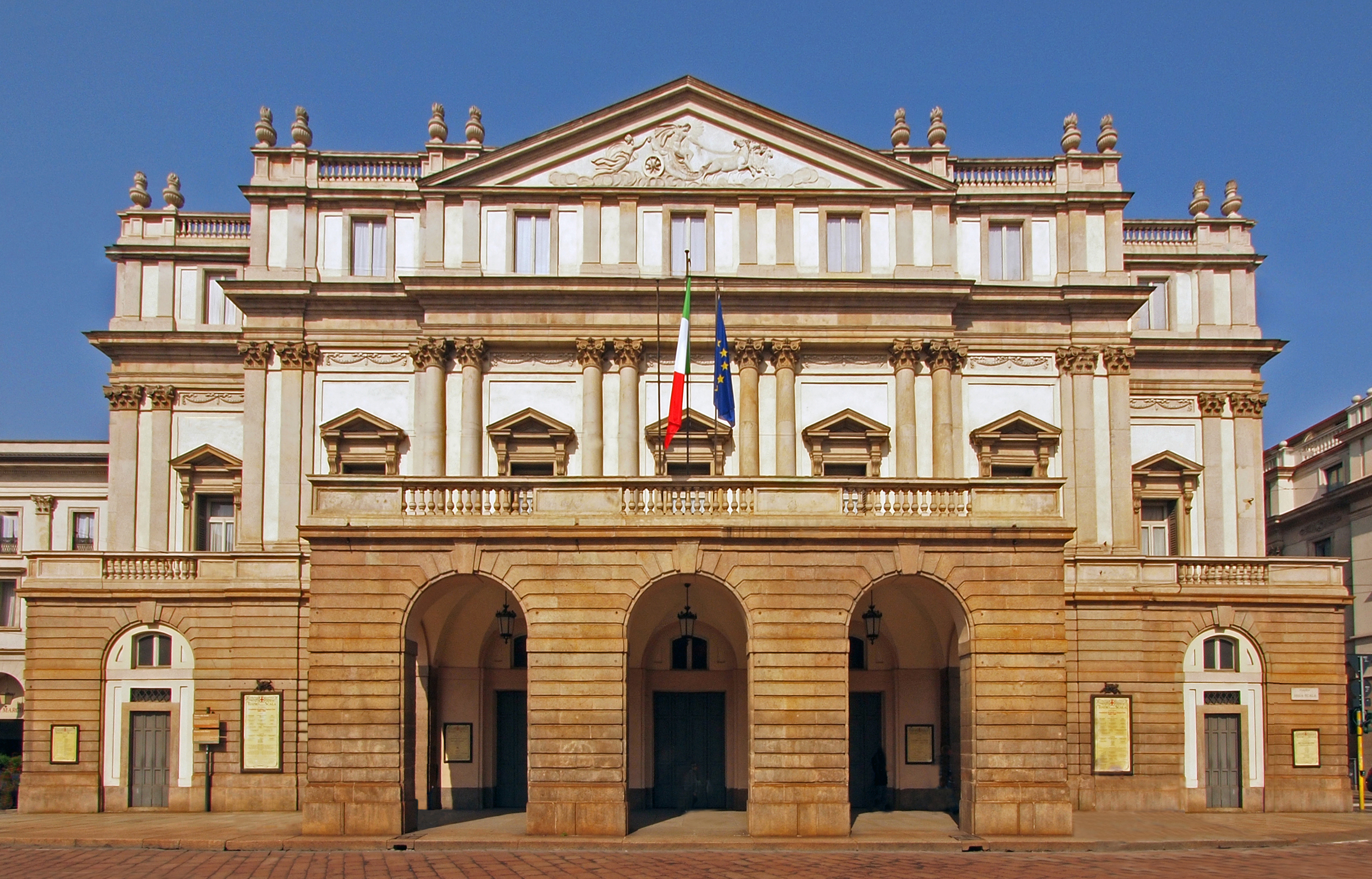
Фасад здания театра

Здание театра не раз реставрировалось. Из-за бомбардировок Милана союзной авиацией (1943) оно было разрушено, но к 1946 году восстановлено в первоначальном виде инженером Л. Секки. В эти годы труппа «Ла Скала» базировалась в Лирическом театре. На время масштабной реконструкции и модернизации 2002-2004 годов (проект Марио Ботта) труппа вынуждена была перебраться в театр Арчимбольди. 
На протяжении десятилетий работали в «Ла Скала» такие крупные дирижёры, как Артуро Тосканини, Виктор де Сабата, Клаудио Аббадо и Риккардо Мути (художественный руководитель с 1986 по 2005 годы). На протяжении многих десятилетий (с 1935 года) главным сценографом театра выступал российский художник Николай Бенуа, а с 2009 по 2016 годы главным балетмейстером театра был россиянин Махар Вазиев. Первой российской балериной — звездой труппы «Ла Скала» стала в апреле 2008 года Светлана Захарова.

### Гастроли
Событием оперной жизни СССР были гастроли «Ла Скала» в 1964 и 1974 годах. Директор Большого театра Михаил Чулаки пригласил в Москву труппу «Ла Скала», а в ответ труппа Большого театра поехала в Милан. Осенью 1964 года практически вся миланская труппа «золотого состава» (Г. Караян, Б. Нильсон, Л. Прайс, Дж. Симионато, М. Френи, Р. Скотто, К. Бергонци, Л. Паваротти, Н. Гяуров и др.) в течение трёх недель выступала в Москве, на сцене Большого театра и Кремлёвского дворца съездов. Хотя на спектаклях побывало около 70 тысяч зрителей, интерес к выступлениям был настолько велик, что пришлось дополнительно организовать 5 спектаклей (из которых четыре были показаны по телевизору). Кроме опер «Севильский цирюльник», «Турандот», «Трубадур» и «Богема» (последняя в постановке Франко Дзеффирелли), оркестром под управлением Герберта фон Караяна был исполнен «Реквием» Джузеппе Верди.

## Главные дирижёры
- Франко Фаччо (1871—1889)
- Артуро Тосканини (1898—1908)

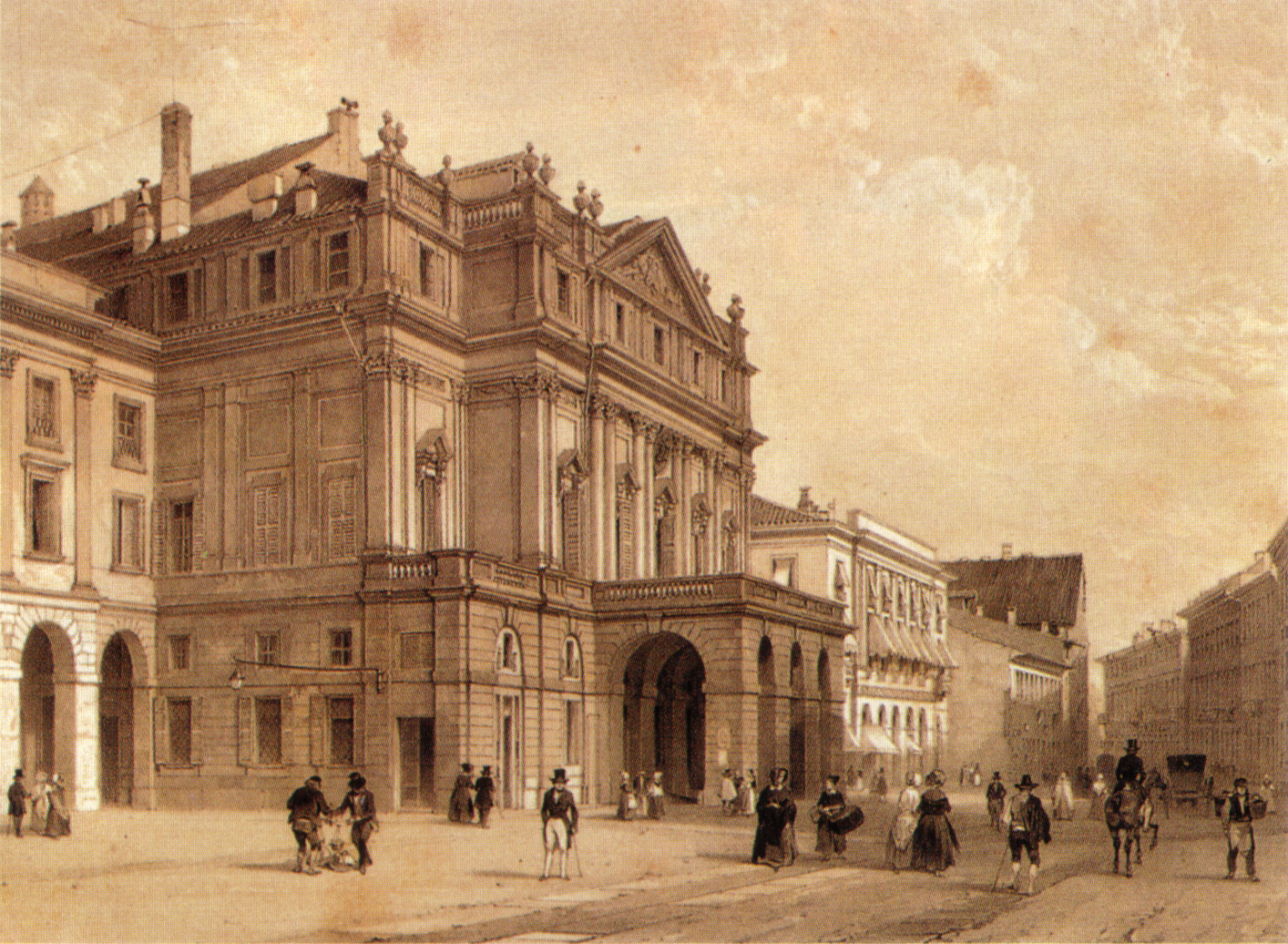
Здание «Ла Скала» в XIX веке

- Туллио Серафин (1909—1914, 1917—1918)
- Артуро Тосканини (1921—1929)
- Виктор де Сабата (1930—1953)
- Карло Мария Джулини (1953—1956)
- Гвидо Кантелли (1956)
- Джанандреа Гаваццени (1966—1968)
- Клаудио Аббадо (1968—1986)
- Риккардо Мути (1986—2005)
- Даниэль Баренбойм (2007—2011 в должности Maestro scaligero; 2011—2014[9] в должности музыкального директора)
- Рикардо Шайи (2015—2022)